# هيروو ياماغاتا
هيروو ياماغاتا (باليابانية: 山形浩生؛ بالكانا: やまがた ひろお) هو مترجم واقتصادي وناقد ياباني، ولد في 13 مارس 1964 في طوكيو في اليابان.